# Lepidium xylodes
Lepidium xylodes är en korsblommig växtart som beskrevs av Hewson. Lepidium xylodes ingår i släktet krassingar, och familjen korsblommiga växter. Inga underarter finns listade i Catalogue of Life.